# Grande Fratello (quindicesima edizione)
La quindicesima edizione del reality show Grande Fratello è andata in onda in diretta in prima serata su Canale 5 dal 17 aprile al 4 giugno 2018. È durata 49 giorni, ed è stata condotta nuovamente da Barbara D'Urso dopo quattordici anni di assenza, affiancata dagli opinionisti Cristiano Malgioglio e Simona Izzo (entrambi concorrenti della stessa stagione televisiva della seconda edizione del Grande Fratello VIP).
Le vicende dei concorrenti sono state principalmente trasmesse dal canale Mediaset Extra che propone la diretta dalla casa ogni giorno dalle 10:00 alle 02:00, la diretta è stata fornita gratuitamente anche tramite l'app Mediaset Fan e sul sito ufficiale del programma. Il day-time del programma è stato trasmesso, dal lunedì al venerdì alle 16:10 su Canale 5 e alle 19:15 su Italia 1. Ulteriori pillole sono andate in onda anche su La5 e nei vari rotocalchi di Canale 5: Mattino Cinque, Pomeriggio Cinque e Domenica Live.
In questa edizione per la prima volta hanno partecipato alcuni fidanzati e parenti di personaggi noti e anche personaggi che sono apparsi qualche volta in TV.
Con 49 giorni di permanenza all'interno della casa, questa edizione è la più corta della storia del Grande Fratello. Anche per quanto riguarda il numero di puntate risulta essere la più corta del programma assieme al Grande Fratello VIP 1, che ne contano 8.
L'edizione è stata vinta da Alberto Mezzetti, che si è aggiudicato il montepremi di 100 000 €.

## La casa
La location del GF15 è strutturata similmente a quella dell'edizione VIP precedente, composta all'interno dalla casa classica comunicante, tramite una porta che solo il Grande Fratello può aprire, e tramite delle finestre, con un'ala arredata a tema balneare che sostituisce La stazione di Tristopoli: il Lido Carmelita, dove risiedono i concorrenti che perdono le prove settimanali.
Differenza principale dall'edizione VIP è il confessionale, dove il divanetto tutto ricoperto d'oro è stato sostituito da un comune divanetto di pelle.
Sono state svelate altre quattro stanze, quella che si apre sul salotto del Lido Carmelita, la Mistery Room, la  Stanza Ovale e la Malgy Room in onore di Cristiano Malgioglio, concorrente della seconda edizione del Grande Fratello VIP e opinionista delle ultime due edizioni del Grande Fratello.

## IlGrande Casale
Il 13 aprile 2018, a quattro giorni dall'inizio del programma, tre probabili concorrenti sono stati rinchiusi in un casale immerso nella campagna laziale vicino a Tivoli, in attesa di conoscere il proprio destino. I ragazzi rinchiusi, soprannominati da Barbara D'Urso i "super boni", erano: Filippo Contri, Valerio Lo Grieco e Simone Poccia.
Nel Grande Casale i tre concorrenti sono stati ripresi quotidianamente mentre svolgevano varie attività legate alla campagna e pur rimanendo isolati hanno potuto interagire con l'esterno attraverso le pagine social del Grande Fratello.
La convivenza è stata raccontata dalla conduttrice attraverso Pomeriggio Cinque e Domenica Live.
Durante la prima puntata del Grande Fratello Filippo, Valerio e Simone P. sono riusciti ad entrare in casa sottoponendosi al giudizio dei loro nuovi coinquilini che hanno dovuto votare per l'eliminazione di uno dei tre. Simone P., il più votato, ha abbandonato la casa mentre Filippo e Valerio sono andati automaticamente in nomination, ove Valerio è stato eliminato.

## Concorrenti
L'età dei concorrenti si riferisce al momento dell'ingresso nella casa.
| Concorrente            | Età     | Professione                         | Luogo di nascita        | Stato                |
| ---------------------- | ------- | ----------------------------------- | ----------------------- | -------------------- |
| Alberto Mezzetti       | 34 anni | Gestore                             | Viterbo                 | Vincitore            |
| Alessia Prete          | 22 anni | Studentessa                         | Volvera                 | Seconda classificata |
| Matteo Gentili         | 28 anni | Calciatore                          | Viareggio               | Terzo classificato   |
| Lucia Orlando          | 28 anni | Commessa                            | Roma                    | Quarta classificata  |
| Simone Coccia Colaiuta | 34 anni | Personaggio TV                      | L'Aquila                | Quinto classificato  |
| Veronica Satti         | 28 anni | Libera professionista               | Genova                  | Eliminata            |
| Filippo Contri         | 25 anni | Consulente finanziario              | Roma                    | Eliminato            |
| Danilo Aquino          | 31 anni | Tecnico di elettrodomestici         | Roma                    | Eliminato            |
| Angelo Sanzio          | 28 anni | Creatore di profumi                 | Civitavecchia           | Eliminato            |
| Lucia Bramieri         | 57 anni | Proprietaria salone di parucchiere  | Milano                  | Eliminata            |
| Mariana Falace         | 23 anni | Modella                             | Castellammare di Stabia | Eliminata            |
| Luigi Mario Favoloso   | 30 anni | Digital manager e imprenditore      | Torre del Greco         | Espulso              |
| Aída Nízar             | 42 anni | Personaggio TV                      | Valladolid              | Eliminata            |
| Patrizia Bonetti       | 22 anni | Modella                             | Bologna                 | Eliminata            |
| Baye Dame Dia          | 29 anni | Commesso, drag queen                | Roma                    | Espulso              |
| Valerio Logrieco       | 29 anni | Modello, sartorialist               | Bitonto                 | Eliminato            |
| Simone Poccia          | 23 anni | Atleta, studente di Scienze motorie | Gaeta                   | Eliminato            |

### Ospiti
| Ospiti                 | Luogo di nascita | Permanenza   | Professione    |
| ---------------------- | ---------------- | ------------ | -------------- |
| Rodrigo Alves          | San Paolo        | Giorni 28-30 | Personaggio TV |
| Fabiana Britto De Melo | Brasilia         | Giorni 42-44 | Showgirl       |

## Tabella delle nomination
Legenda
     Concorrente immune dalle nomination
     Concorrente in nomination
     Concorrente direttamente in nomination
     Concorrente salvato
     Concorrente finalista

|             | Settimana 1                    | Settimana 2                       | Settimana 2                       | Settimana 3                  | Settimana 3                  | Settimana 4               | Settimana 4               | Settimana 5                | Settimana 5                | Settimana 6                 | Settimana 6                 | Settimana 6                              | Settimana 6                              | Settimana 7                        | Settimana 7                        | Settimana 7                        | Ultima settimana                          | Ultima settimana                          | Numero totale di nomination |
| ----------- | ------------------------------ | --------------------------------- | --------------------------------- | ---------------------------- | ---------------------------- | ------------------------- | ------------------------- | -------------------------- | -------------------------- | --------------------------- | --------------------------- | ---------------------------------------- | ---------------------------------------- | ---------------------------------- | ---------------------------------- | ---------------------------------- | ----------------------------------------- | ----------------------------------------- | --------------------------- |
| Alberto     | Simone P.                      | Filippo                           | 4                                 | Matteo                       | 4                            | Matteo                    | 1                         | Lucia B.                   | 1                          | Salvato                     | Salvato                     | Filippo                                  | 3                                        | Matteo                             | Salvato                            | Nominato                           | Vincitore (Giorno 49)                     | Vincitore (Giorno 49)                     | 13                          |
| Alessia     | Valerio (x2)                   | Lucia O.                          | 1                                 | Simone C.                    | 0                            | Danilo                    | 0                         | Lucia B.                   | 1                          | Immune                      | Matteo                      | Danilo                                   | 0                                        | Salvata                            | Nominata                           | Non votante                        | Seconda classificata (Giorno 49)          | Seconda classificata (Giorno 49)          | 2                           |
| Matteo      | Filippo                        | Alberto                           | 0                                 | Alberto                      | 3                            | Alberto                   | 1                         | Lucia B.                   | 0                          | Salvato                     | Salvato                     | Alberto                                  | 0                                        | Nominato Alberto Filippo           | Alessia                            | Non votante                        | Terzo classificato (Giorno 49)            | Terzo classificato (Giorno 49)            | 4                           |
| Lucia O.    | Simone P. (x2)                 | Patrizia                          | 3                                 | Alberto                      | 0                            | Simone C.                 | 0                         | Simone C.                  | 0                          | Immune                      | Danilo                      | Alberto                                  | 1                                        | Matteo                             | Nominata Alessia                   | Non votante                        | Quarta classificata (Giorno 49)           | Quarta classificata (Giorno 49)           | 4                           |
| Simone C.   | Valerio                        | Filippo                           | 0                                 | Matteo                       | 6                            | Danilo                    | 3                         | Danilo                     | 2                          | Alberto                     | Nominato                    | Lucia O.                                 | Lucia O.                                 | Alessia                            | Alberto                            | Non votante                        | Quinto classificato (Giorno 49)           | Quinto classificato (Giorno 49)           | 11                          |
| Veronica    | Simone P. (x2)                 | Alessia                           | 0                                 | Alberto                      | 0                            | Mariana                   | 0                         | Alessia                    | 0                          | Immune                      | Alberto                     | Danilo                                   | 1                                        | Matteo                             | Nominata Alessia                   | Nominata                           | Eliminata (Giorno 49)                     | Eliminata (Giorno 49)                     | 1                           |
| Filippo     | Non votante                    | Alberto                           | 4                                 | Simone C.                    | 0                            | Mariana                   | 0                         | Simone C.                  | 0                          | Nominato                    | Nominato                    | Alberto                                  | 1                                        | Alessia                            | Eliminato (Giorno 43)              | Eliminato (Giorno 43)              | Eliminato (Giorno 43)                     | Eliminato (Giorno 43)                     | 9                           |
| Danilo      | Simone P.                      | Filippo                           | 0                                 | Simone C.                    | 0                            | Simone C.                 | 3                         | Lucia B.                   | 2                          | Matteo                      | Salvato                     | Veronica                                 | 2                                        | Eliminato (Giorno 43)              | Eliminato (Giorno 43)              | Eliminato (Giorno 43)              | Eliminato (Giorno 43)                     | Eliminato (Giorno 43)                     | 7                           |
| Angelo      | Filippo                        | Filippo                           | 0                                 | Simone C.                    | 0                            | Danilo                    | 0                         | Alberto                    | 0                          | Nominato                    | Nominato                    | Eliminato (Giorno 36)                    | Eliminato (Giorno 36)                    | Eliminato (Giorno 36)              | Eliminato (Giorno 36)              | Eliminato (Giorno 36)              | Eliminato (Giorno 36)                     | Eliminato (Giorno 36)                     | 0                           |
| Lucia B.    | Simone P. (x2)                 | Lucia O.                          | 0                                 | Simone C.                    | 0                            | Simone C.                 | 0                         | Danilo                     | 4                          | Eliminata (Giorno 36)       | Eliminata (Giorno 36)       | Eliminata (Giorno 36)                    | Eliminata (Giorno 36)                    | Eliminata (Giorno 36)              | Eliminata (Giorno 36)              | Eliminata (Giorno 36)              | Eliminata (Giorno 36)                     | Eliminata (Giorno 36)                     | 4                           |
| Mariana     | Valerio (x2)                   | Patrizia                          | 0                                 | Simone C.                    | 0                            | Luigi                     | 3                         | Eliminata (Giorno 29)      | Eliminata (Giorno 29)      | Eliminata (Giorno 29)       | Eliminata (Giorno 29)       | Eliminata (Giorno 29)                    | Eliminata (Giorno 29)                    | Eliminata (Giorno 29)              | Eliminata (Giorno 29)              | Eliminata (Giorno 29)              | Eliminata (Giorno 29)                     | Eliminata (Giorno 29)                     | 3                           |
| Luigi       | Valerio                        | Alberto                           | 0                                 | Alberto                      | Alberto                      | Mariana                   | 1                         | Espulso (Giorno 29)        | Espulso (Giorno 29)        | Espulso (Giorno 29)         | Espulso (Giorno 29)         | Espulso (Giorno 29)                      | Espulso (Giorno 29)                      | Espulso (Giorno 29)                | Espulso (Giorno 29)                | Espulso (Giorno 29)                | Espulso (Giorno 29)                       | Espulso (Giorno 29)                       | 1                           |
| Aída        | Non in casa                    | Immune                            | Immune                            | Matteo                       | Matteo                       | Eliminata (Giorno 22)     | Eliminata (Giorno 22)     | Eliminata (Giorno 22)      | Eliminata (Giorno 22)      | Eliminata (Giorno 22)       | Eliminata (Giorno 22)       | Eliminata (Giorno 22)                    | Eliminata (Giorno 22)                    | Eliminata (Giorno 22)              | Eliminata (Giorno 22)              | Eliminata (Giorno 22)              | Eliminata (Giorno 22)                     | Eliminata (Giorno 22)                     | 0                           |
| Patrizia    | Filippo (x2)                   | Lucia O.                          | 2                                 | Eliminata (Giorno 14)        | Eliminata (Giorno 14)        | Eliminata (Giorno 14)     | Eliminata (Giorno 14)     | Eliminata (Giorno 14)      | Eliminata (Giorno 14)      | Eliminata (Giorno 14)       | Eliminata (Giorno 14)       | Eliminata (Giorno 14)                    | Eliminata (Giorno 14)                    | Eliminata (Giorno 14)              | Eliminata (Giorno 14)              | Eliminata (Giorno 14)              | Eliminata (Giorno 14)                     | Eliminata (Giorno 14)                     | 2                           |
| Baye        | Valerio                        | Alberto                           | 0                                 | Espulso (Giorno 14)          | Espulso (Giorno 14)          | Espulso (Giorno 14)       | Espulso (Giorno 14)       | Espulso (Giorno 14)        | Espulso (Giorno 14)        | Espulso (Giorno 14)         | Espulso (Giorno 14)         | Espulso (Giorno 14)                      | Espulso (Giorno 14)                      | Espulso (Giorno 14)                | Espulso (Giorno 14)                | Espulso (Giorno 14)                | Espulso (Giorno 14)                       | Espulso (Giorno 14)                       | 0                           |
| Valerio     | Non votante                    | Eliminato (Giorno 7)              | Eliminato (Giorno 7)              | Eliminato (Giorno 7)         | Eliminato (Giorno 7)         | Eliminato (Giorno 7)      | Eliminato (Giorno 7)      | Eliminato (Giorno 7)       | Eliminato (Giorno 7)       | Eliminato (Giorno 7)        | Eliminato (Giorno 7)        | Eliminato (Giorno 7)                     | Eliminato (Giorno 7)                     | Eliminato (Giorno 7)               | Eliminato (Giorno 7)               | Eliminato (Giorno 7)               | Eliminato (Giorno 7)                      | Eliminato (Giorno 7)                      | 7                           |
| Simone P.   | Non votante                    | Eliminato (Giorno 1)              | Eliminato (Giorno 1)              | Eliminato (Giorno 1)         | Eliminato (Giorno 1)         | Eliminato (Giorno 1)      | Eliminato (Giorno 1)      | Eliminato (Giorno 1)       | Eliminato (Giorno 1)       | Eliminato (Giorno 1)        | Eliminato (Giorno 1)        | Eliminato (Giorno 1)                     | Eliminato (Giorno 1)                     | Eliminato (Giorno 1)               | Eliminato (Giorno 1)               | Eliminato (Giorno 1)               | Eliminato (Giorno 1)                      | Eliminato (Giorno 1)                      | 8                           |
|             |                                |                                   |                                   |                              |                              |                           |                           |                            |                            |                             |                             |                                          |                                          |                                    |                                    |                                    |                                           |                                           |                             |
| Annotazioni | [ 5 ] [ 6 ]                    | [ 7 ] [ 8 ]                       | [ 7 ] [ 8 ]                       | [ 9 ] [ 10 ]                 | [ 9 ] [ 10 ]                 | [ 11 ] [ 12 ]             | [ 11 ] [ 12 ]             | [ 13 ]                     | [ 13 ]                     | [ 14 ] [ 15 ] [ 16 ]        | [ 14 ] [ 15 ] [ 16 ]        | [ 14 ] [ 15 ] [ 16 ]                     | [ 14 ] [ 15 ] [ 16 ]                     | [ 17 ] [ 18 ] [ 19 ] [ 20 ] [ 21 ] | [ 17 ] [ 18 ] [ 19 ] [ 20 ] [ 21 ] | [ 17 ] [ 18 ] [ 19 ] [ 20 ] [ 21 ] | [ 22 ] [ 23 ] [ 24 ] [ 25 ] [ 26 ] [ 27 ] | [ 22 ] [ 23 ] [ 24 ] [ 25 ] [ 26 ] [ 27 ] |                             |
| Nominati    | Filippo Valerio                | Alberto Filippo Lucia O. Patrizia | Alberto Filippo Lucia O. Patrizia | Aída Alberto Luigi Simone C. | Aída Alberto Luigi Simone C. | Danilo Mariana Simone C.  | Danilo Mariana Simone C.  | Danilo Lucia B. Simone C.  | Danilo Lucia B. Simone C.  | Angelo Filippo Simone C.    | Angelo Filippo Simone C.    | Alberto Danilo Filippo Lucia O. Veronica | Alberto Danilo Filippo Lucia O. Veronica | Alberto Filippo Matteo             | Alessia Lucia O. Veronica          | Alberto Veronica                   | Matteo Simone C.                          | Alessia Lucia O.                          |                             |
| Nominati    | Filippo Valerio                | Alberto Filippo Lucia O. Patrizia | Alberto Filippo Lucia O. Patrizia | Aída Alberto Luigi Simone C. | Aída Alberto Luigi Simone C. | Danilo Mariana Simone C.  | Danilo Mariana Simone C.  | Danilo Lucia B. Simone C.  | Danilo Lucia B. Simone C.  | Angelo Filippo Simone C.    | Angelo Filippo Simone C.    | Alberto Danilo Filippo Lucia O. Veronica | Alberto Danilo Filippo Lucia O. Veronica | Alberto Filippo Matteo             | Alessia Lucia O. Veronica          | Alberto Veronica                   | Alberto Alessia Matteo                    | Alberto Alessia                           |                             |
| Ritirati    | Nessuno                        | Nessuno                           | Nessuno                           | Nessuno                      | Nessuno                      | Nessuno                   | Nessuno                   | Nessuno                    | Nessuno                    | Nessuno                     | Nessuno                     | Nessuno                                  | Nessuno                                  | Nessuno                            | Nessuno                            | Nessuno                            | Nessuno                                   | Nessuno                                   |                             |
| Espulsi     | Nessuno                        | Baye                              | Baye                              | Nessuno                      | Nessuno                      | Luigi                     | Luigi                     | Nessuno                    | Nessuno                    | Nessuno                     | Nessuno                     | Nessuno                                  | Nessuno                                  | Nessuno                            | Nessuno                            | Nessuno                            | Nessuno                                   | Nessuno                                   |                             |
| Eliminati   | Simone P. 8 voti per eliminare | Patrizia 48% per eliminare        | Patrizia 48% per eliminare        | Aída 51% per eliminare       | Aída 51% per eliminare       | Mariana 54% per eliminare | Mariana 54% per eliminare | Lucia B. 44% per eliminare | Lucia B. 44% per eliminare | Simone C. 38% per la finale | Simone C. 38% per la finale | Danilo 35% per eliminare                 | Danilo 35% per eliminare                 | Matteo 43% per la finale           | Alessia 64% per la finale          | Veronica 60% per eliminare         | Simone C. 74% per eliminare               | Lucia O. 67% per eliminare                |                             |
| Eliminati   | Simone P. 8 voti per eliminare | Patrizia 48% per eliminare        | Patrizia 48% per eliminare        | Aída 51% per eliminare       | Aída 51% per eliminare       | Mariana 54% per eliminare | Mariana 54% per eliminare | Lucia B. 44% per eliminare | Lucia B. 44% per eliminare | Simone C. 38% per la finale | Simone C. 38% per la finale | Danilo 35% per eliminare                 | Danilo 35% per eliminare                 | Matteo 43% per la finale           | Alessia 64% per la finale          | Veronica 60% per eliminare         | Matteo 22% per vincere                    | Alessia 43% per vincere                   |                             |
| Eliminati   | Valerio 67% per eliminare      | Patrizia 48% per eliminare        | Patrizia 48% per eliminare        | Aída 51% per eliminare       | Aída 51% per eliminare       | Mariana 54% per eliminare | Mariana 54% per eliminare | Lucia B. 44% per eliminare | Lucia B. 44% per eliminare | Angelo 28% per la finale    | Angelo 28% per la finale    | Danilo 35% per eliminare                 | Danilo 35% per eliminare                 | Filippo 26% per la finale          | Lucia O. 19% per la finale         | Veronica 60% per eliminare         | Alberto 57% per vincere                   | Alberto 57% per vincere                   |                             |

## Episodi di particolare rilievo
- Giorno 1: Tutti i concorrenti entrano in casa ad eccezione di Aída il cui ingresso è stato rimandato alla puntata del 23 aprile (a causa del fuori tempo massimo del programma). Il concorrente Danilo, primo a varcare la soglia della porta rossa, ha trovato Aída Yéspica ad accoglierlo nella casa. Vengono effettuate le nomination, questa settimana sono nominabili soltanto Simone P., Valerio e Filippo: il più votato deve lasciare subito la casa mentre gli altri due vanno in nomination. Simone con otto voti ricevuti deve abbandonare la casa, mentre Filippo e Valerio vanno in nomination.
- Giorno 7: Durante la puntata del 23 aprile, Aída entra ufficialmente nella casa come concorrente. Inoltre Paola Di Benedetto entra in casa per chiarire la situazione con il suo ex fidanzato Matteo Gentili.
- Giorno 8: Durante l'ottavo giorno nella casa si verifica uno scontro furioso tra Aída e Baye, portando quest'ultimo insieme a Danilo e Luigi, vivamente supportati da ognuno dei restanti concorrenti, a compiere un'aggressione verbale e quasi fisica nei confronti della donna offendendo con termini violenti la stessa Aída.
- Giorno 10: Alessia sviene a causa di un malore e lascia la casa in maniera temporanea.
- Giorno 11: Dopo alcuni accertamenti medici, Alessia rientra nella casa.
- Giorno 14: Durante la puntata del 30 aprile, Baye viene espulso dalla casa per la violenza verbale usata contro Aída. Durante la serata vengono presi altri due provvedimenti disciplinari per Luigi e Aída, i quali vanno direttamente al televoto.
- Giorno 22: Rodrigo Alves entra nella casa del Grande Fratello per un paio di giorni, ma ai concorrenti viene detto che sarebbe diventato un concorrente ufficiale del programma.
- Giorno 29: Stefania Pezzopane entra nella casa per incontrare il fidanzato Simone C. Inoltre anche Nina Morić entra nella casa per chiarire la situazione con il suo ex fidanzato Luigi. Lo stesso Luigi viene espulso dalla casa a causa dei ripetuti comportamenti fuori dal regolamento.
- Giorno 36: Nel corso della sesta puntata vi è la proclamazione del primo finalista (in casa pensano si tratti di una semplice nomination). I concorrenti, divisi in due schieramenti, iniziano delle catene di salvataggio. Angelo, Filippo e Simone C. non sono stati salvati e sono al televoto. Così tra i 3 nominati Simone C. vince il televoto flash e diventa il primo finalista. Fabiana Britto entra nella casa del Grande Fratello per un paio di giorni.
- Giorno 43: Nel corso della settima puntata ovvero nella Semifinale vengono proclamati altri 3 finalisti. Il secondo finalista è stato nominato tramite una catena dei ragazzi. Dal momento che Matteo e Alessia non hanno mai affrontato una nomination, il Grande Fratello ha deciso di sottoporli al giudizio dei ragazzi. Il risultato è 3 voti per Matteo e 2 per Alessia. Quindi Matteo è ufficialmente nominato, e può scegliere 2 altri ragazzi da affrontare al televoto e sceglie Alberto e Filippo, ove il più votato viene proclamato finalista, il meno votato verrà eliminato. Matteo con 42% è il secondo finalista mentre Filippo con il 26% risulta il meno votato e quindi deve abbandonare la casa. Successivamente, in casa, pensando che si stia svolgendo una terza eliminazione, in realtà tramite un'altra catena i ragazzi decreteranno il terzo e il quarto finalista. I due finalisti Matteo e Simone C. devono scegliere chi salvare tra Alberto, Alessia, Lucia O., Veronica. Matteo sceglie Alessia, Simone sceglie Alberto. Di conseguenza Lucia O. e Veronica sono le nominate di questa terza sfida e scelgono di portare al televoto Alessia. Alessia con il 64% è la terza finalista, mentre, attraverso uno scherzo, fanno credere a Lucia O. di essere stata eliminata, ma, all'uscita dalla porta rossa, una busta dorata dentro una buca lettere le comunica che lei con il 19% è la quarta finalista. Veronica e Alberto vanno al televoto per tutta la settimana per decretare il quinto ed ultimo finalista, mentre l'altro abbandonerà la casa. Durante la serata entra nella casa Cristiano Malgioglio che presenta il suo nuovo ballo per l'estate "Danzando" ballato dai coinquilini della casa e dall'ospite Fabiana Britto.

## Ospiti
| Puntata    | Messa in onda  | Ospiti                                         |
| ---------- | -------------- | ---------------------------------------------- |
| 1          | 17 aprile 2018 | Aída Yéspica                                   |
| 2          | 23 aprile 2018 | Paola Di Benedetto                             |
| 3          | 30 aprile 2018 | –                                              |
| 4          | 8 maggio 2018  | Marco Ferri                                    |
| 5          | 15 maggio 2018 | Stefania Pezzopane, Nina Morić, Rodrigo Alves  |
| 6          | 22 maggio 2018 | Nina Morić                                     |
| Semifinale | 29 maggio 2018 | Elena Morali, Floriana Secondi, Fabiana Britto |
| Finale     | 4 giugno 2018  | Gina Lollobrigida, Stefania Pezzopane          |

## Ascolti

### Prima serata
| Puntata    | Messa in onda  | Telespettatori | Share  |
| ---------- | -------------- | -------------- | ------ |
| 1          | 17 aprile 2018 | 3 598 000      | 22,60% |
| 2          | 23 aprile 2018 | 3 479 000      | 20,95% |
| 3          | 30 aprile 2018 | 4 766 000      | 27,20% |
| 4          | 8 maggio 2018  | 4 055 000      | 23,90% |
| 5          | 15 maggio 2018 | 4 237 000      | 24,90% |
| 6          | 22 maggio 2018 | 3 738 000      | 21,80% |
| Semifinale | 29 maggio 2018 | 3 416 000      | 21,00% |
| Finale     | 4 giugno 2018  | 3 797 000      | 23,63% |
| Media      | Media          | 3 885 000      | 23,25% |

### Ascolti giornalieri
Canale 5
In questa tabella sono indicati i risultati in termini di ascolto della striscia quotidiana in onda dal lunedì al venerdì su Canale 5 dalle 16:10.

| Canale 5          | Settimana 1      | Settimana 2      | Settimana 3      | Settimana 4      | Settimana 5 | Settimana 6 | Settimana 7 |
| ----------------- | ---------------- | ---------------- | ---------------- | ---------------- | ----------- | ----------- | ----------- |
| Mercoledì         | 2 536 000 25,56% | 1 313 000 13,14% | 2 579 000 23,65% | 2 381 000 22,47% | N.D.        | N.D.        | N.D.        |
| Giovedì           | 2 164 000 23,03% | 2 250 000 23,68% | 2 642 000 24,01% | 2 343 000 22,24% | N.D.        | N.D.        | N.D.        |
| Venerdì           | 2 230 000 22,79% | 2 231 000 22,51% | 2 292 000 21,53% | 2 189 000 21,03% | N.D.        | N.D.        | N.D.        |
| Lunedì            | 2 237 000 23,41% | 1 965 000 18,14% | 2 316 000 22,01% | 2 352 000 22,6%  | N.D.        | N.D.        | N.D.        |
| Martedì           | 2 031 000 21,35% | 1 238 000 10,11% | 2 284 000 21,23% | 2 421 000 20,7%  | N.D.        | N.D.        | N.D.        |
| Media Settimanale | 2 240 000 23,23% | 1 799 000 17,52% | 2 422 000 22,49% | N.D.             | N.D.        | N.D.        | N.D.        |
| Media Finale      |                  |                  |                  |                  |             |             |             |

Italia 1
In questa tabella, sono indicati i risultati in termini di ascolto delle strisce quotidiane andate in onda dal lunedì al venerdì su Italia 1 alle 13:00 e alle 19:15 e sabato e domenica alle 14:00 e alle 19:00.

| Italia 1          | Settimana 1   | Settimana 2   | Settimana 3   | Settimana 4   | Settimana 5 | Settimana 6 | Settimana 7 |
| ----------------- | ------------- | ------------- | ------------- | ------------- | ----------- | ----------- | ----------- |
| Mercoledì         | Non in onda   | 730 000 5,46% | 801 000 5,78% | 801 000 5,83% | N.D.        | N.D.        | N.D.        |
| Giovedì           | 686 000 5,35% | 735 000 5,47% | 844 000 6,02% | 698 000 5,27% | N.D.        | N.D.        | N.D.        |
| Venerdì           | 652 000 4,99% | 710 000 5,33% | 882 000 6,55% | 724 000 5,49% | N.D.        | N.D.        | N.D.        |
| Sabato            | 295 000 1,77% | 919 000 6,23% | 792 000 5,27% | 397 000 2,37% | N.D.        | N.D.        | N.D.        |
| Domenica          | 333 000 2,19% | 740 000 4,84% | 453 000 2,85% | 267 000 2,7%  | N.D.        | N.D.        | N.D.        |
| Lunedì            | 858 000 6,36% | 881 000 6,14% | 786 000 5,71% | 827 000 5,9%  | N.D.        | N.D.        | N.D.        |
| Martedì           | 650 000 5,08% | 697 000 4,72% | 794 000 5,86% | 790 000 5,7%  | N.D.        | N.D.        | N.D.        |
| Media Settimanale | 579 000 4,29% | 773 000 5,46% | 765 000 5,43% | N.D.          | N.D.        | N.D.        | N.D.        |
| Media Finale      |               |               |               |               |             |             |             |